# The Market for Lemons
The Markets for Lemons: Quality Uncertainty and the Market Mechanism – artykuł z 1970 roku, autorstwa ekonomisty George’a Akerlofa, opisujący wpływ asymetrii informacji na rynek. Zjawisko zostało opisane na przykładzie rynku samochodów używanych.

## Tezy
W artykule założono, że na rynku samochodów używanych znajdują się dwa rodzaje produktów: samochody w bardzo dobrym stanie (wisienki – ang. cherries) i samochody w złym stanie (cytryny – ang. lemons), który nie zawsze można w łatwy sposób zweryfikować. Tym samym kupujący nie ma pełnej wiedzy o stanie kupowanego pojazdu. W takim wypadku zakłada, że stan kupowanego przez niego samochodu jest średni i za taki stan jest gotowy zapłacić. Dla sprzedawcy samochodu w bardzo dobrym stanie oznacza to problemy z uzyskaniem odpowiednio wysokiej ceny korespondującej z rzeczywistą wartością towaru. Ostatecznie może to prowadzić do tego, że sprzedawcy bardzo dobrych samochodów nie będą umieszczali ich na rynku. Mogą za to próbować sprzedać je wśród znajomych, rodziny itp. Odpływ z rynku tych samochodów powoduje spadek oczekiwań klientów co do stanu samochodu. Obniża to jeszcze bardziej cenę, jaką klienci są gotowi zapłacić za samochód, co z kolei prowadzi do dalszego znikania z rynku ofert, tym razem już samochodów o dobrej jakości. Wynika z tego, że rynki charakteryzujące się asymetrią informacji będą się zachowywały zgodnie z prawem Kopernika-Greshama, które w skrócie można scharakteryzować jako: „gorsze wypiera lepsze”.

## Krytyka
Krytycy teorii zwracają uwagę na to, że klienci mogą szukać sposobów na potwierdzenie rzeczywistego stanu technicznego samochodu. Z drugiej strony niektórym sprzedawcom może zależeć na utrzymaniu dobrej reputacji i nie będą chcieli sprzedawać „cytryn”, choć zwykle nie dotyczy to sprzedawców prywatnych, którzy sprzedają samochód sporadycznie.